# Puente de Hierro (Talavera de la Reina)
El puente de Hierro es un puente que cruza el río Tajo a la altura de la ciudad española de Talavera de la Reina.

## Historia

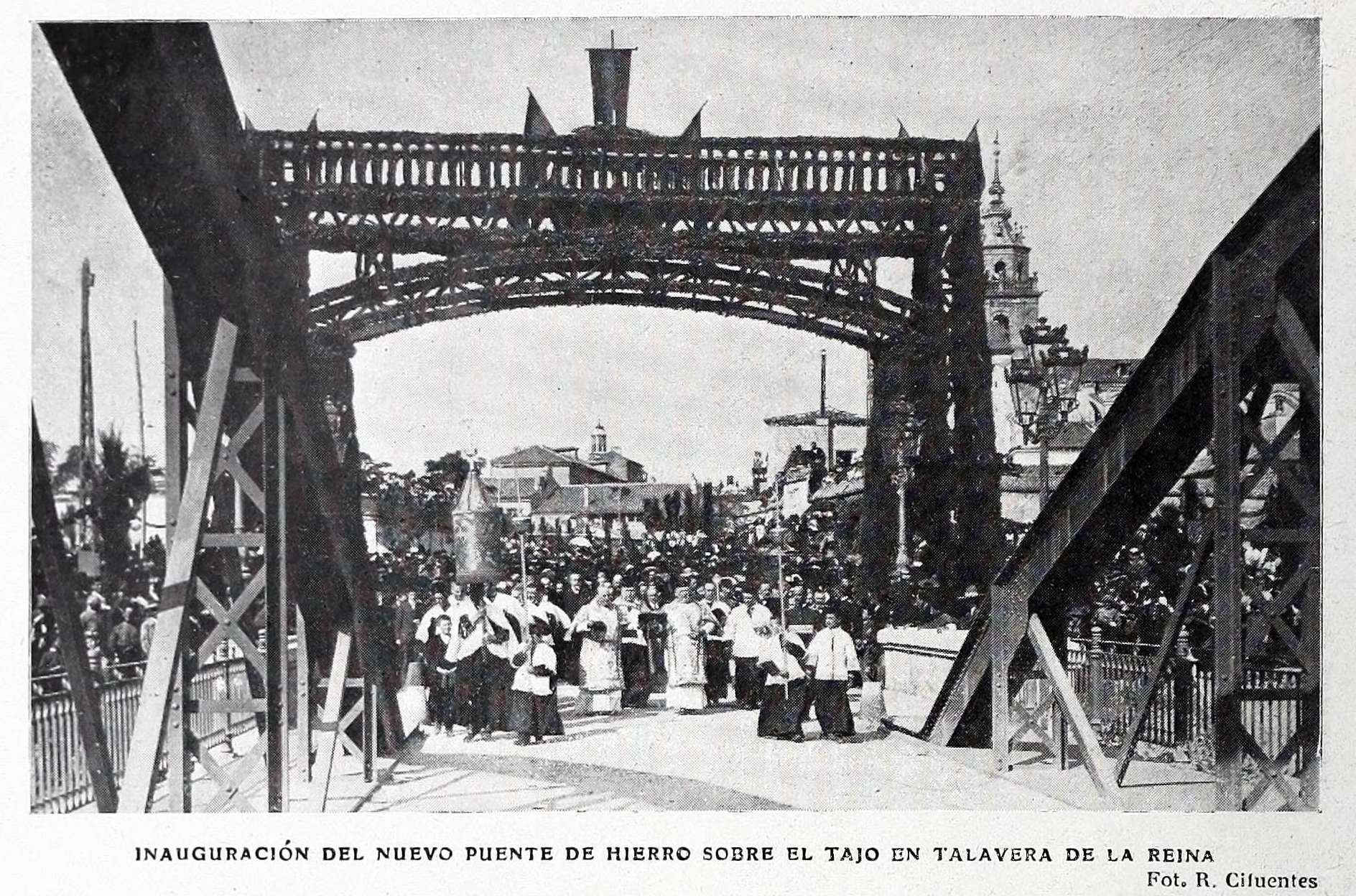
Inauguración del puente en 1908

La historia de este puente se remonta al año 1870, aunque su construcción no comienza hasta principios del siglo XX, en 1904. Obra del ingeniero Luis Barber, su inauguración en 1908 significó todo un hito para la ciudad, que veía como mejoraban sus comunicaciones con la histórica comarca de la Jara, Extremadura y Andalucía. Este puente supuso la aplicación de los principios constructivos surgidos de la Revolución Industrial. Fue restaurado en 1994. 

## Descripción

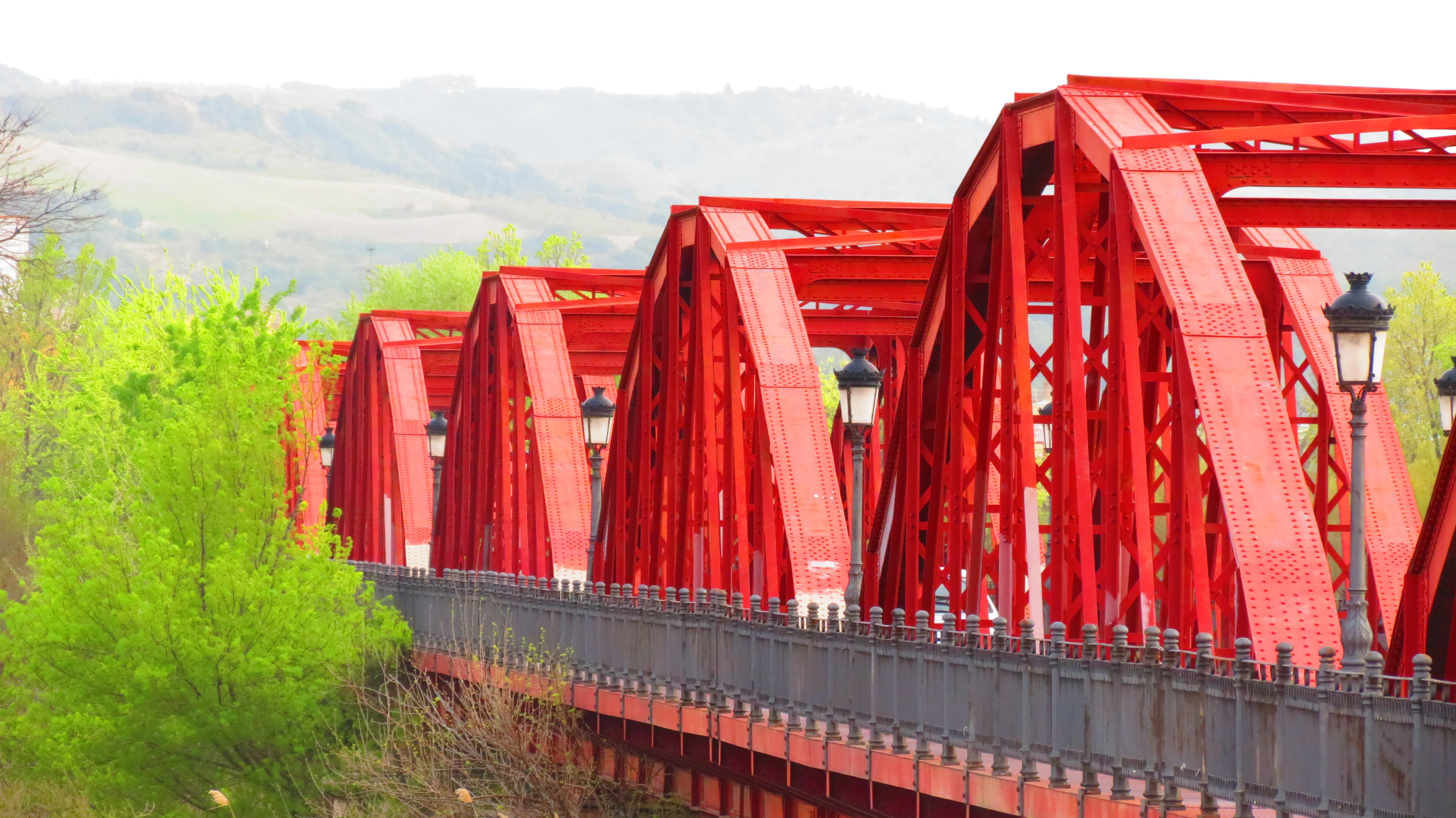
Vista del puente

El puente, llamado «puente Reina Sofía», cuenta con 426 metros de longitud, repartidos en diez tramos de hierro y acero. Fue construido principalmente en hierro, acero y hormigón. Se ubica en la localidad toledana de Talavera de la Reina, en Castilla-La Mancha, y cruza las aguas del río Tajo.